# Schizochilus flexuosus
Schizochilus flexuosus är en orkidéart som beskrevs av William Henry Harvey och Robert Allen Rolfe. Schizochilus flexuosus ingår i släktet Schizochilus och familjen orkidéer. Inga underarter finns listade i Catalogue of Life.